# Coppa del mondo di ciclismo su strada femminile 2002
La Coppa del mondo di ciclismo su strada femminile 2002 (en.: 2002 UCI Women's Road World Cup), quinta edizione della competizione, prevedeva nove eventi tra il 3 marzo e il 15 settembre 2002.
La tedesca Petra Rossner si aggiudicò il titolo individuale.

## Corse
| # | Data         | Corsa                            | Vincitrice          | Squadra             | Leader della CdM |
| - | ------------ | -------------------------------- | ------------------- | ------------------- | ---------------- |
| 1 | 3 marzo      | Australia World Cup              | Petra Rossner       | Saturn Cycling Team | Petra Rossner    |
| 2 | 10 marzo     | Hamilton World Cup               | Petra Rossner       | Saturn Cycling Team | Petra Rossner    |
| 3 | 23 marzo     | Primavera Rosa                   | Mirjam Melchers     | Farm Frites-Hartol  | Petra Rossner    |
| 4 | 17 aprile    | La Flèche Wallonne Femmes (2002) | Fabiana Luperini    | Edil Savino         | Mirjam Melchers  |
| 5 | 21 aprile    | Gran Premio Castilla y León      | Regina Schleicher   | Michela Fanini      | Petra Rossner    |
| 6 | 2 giugno     | Coupe du Monde de Montréal       | Deirdre Demet-Barry | Team T-Mobile       | Mirjam Melchers  |
| 7 | 24 agosto    | Grand Prix de Plouay             | Regina Schleicher   | Michela Fanini      | Petra Rossner    |
| 8 | 8 settembre  | Grand Prix de Suisse             | Svetlana Bubnenkova | Edil Savino         | Mirjam Melchers  |
| 9 | 15 settembre | Rotterdam Tour                   | Petra Rossner       | Saturn Cycling Team | Petra Rossner    |

## Classifiche
| Pos. | Corridore           | Squadra        | Punti |
| ---- | ------------------- | -------------- | ----- |
| 1    | Petra Rossner       | Saturn         | 345   |
| 2    | Mirjam Melchers     | Farm Frites    | 283   |
| 3    | Regina Schleicher   | Michela Fanini | 225   |
| 4    | Priska Doppmann     |                | 155   |
| 5    | Rochelle Gilmore    |                | 111   |
| 6    | Susanne Ljungskog   | Vlaanderen     | 99    |
| 7    | Fabiana Luperini    | Edil Savino    | 98    |
| 8    | Hanka Kupfernagel   | Nürnberger     | 92    |
| 9    | Svetlana Bubnenkova | Edil Savino    | 86    |
| 10   | Simona Parente      |                | 84    |